# Guido von Pomposa

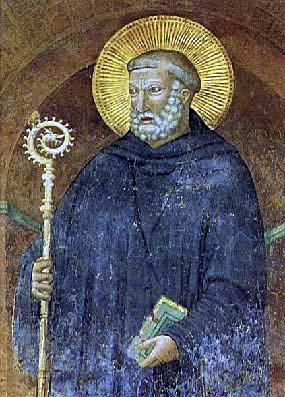
Guido von Pomposa

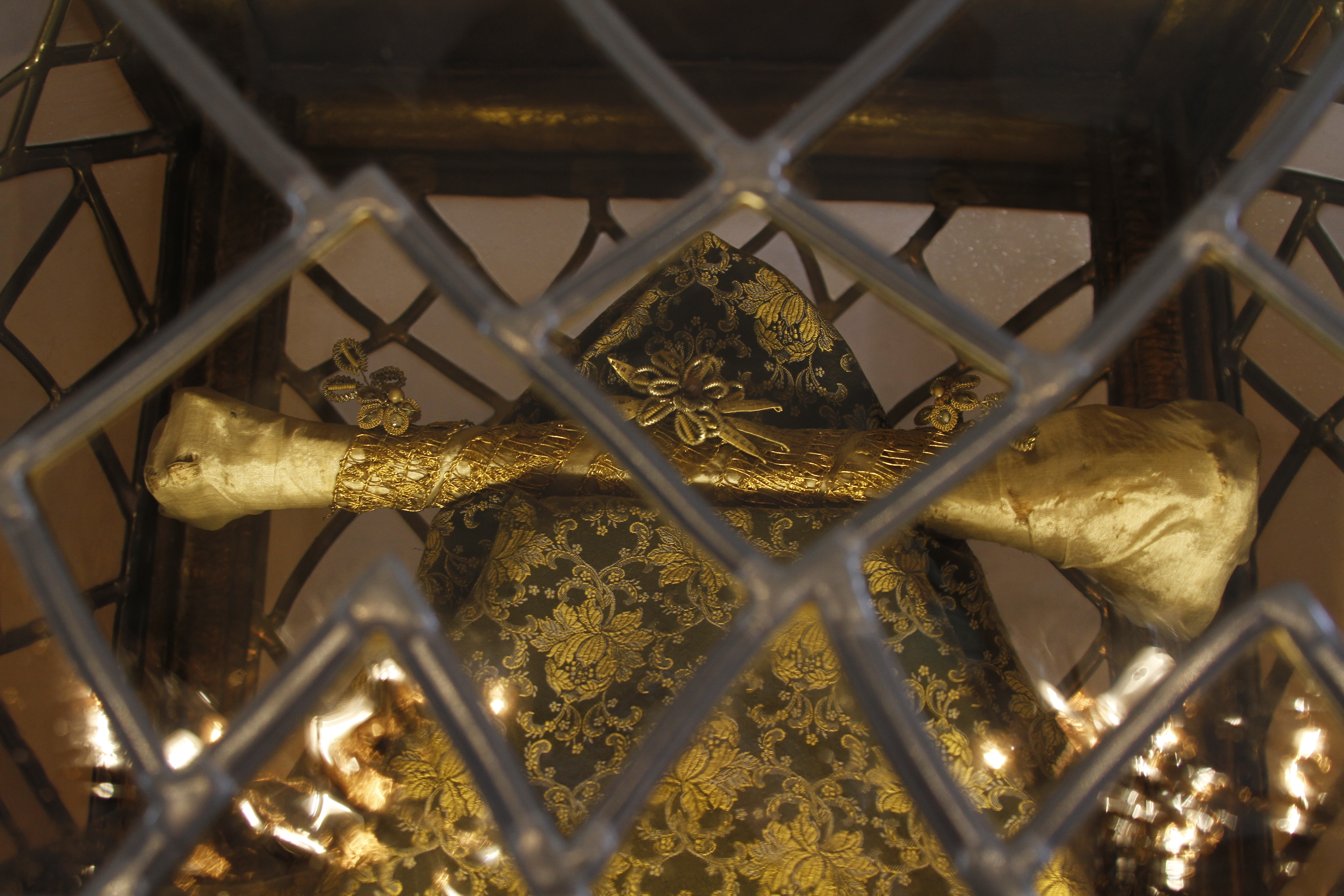
Reliquie

Guido von Pomposa (* um 970 in Casamar bei Ravenna; † 31. März 1046 in Borgo San Donnino) war ein Heiliger und Abt des Benediktinerklosters von Pomposa bei Ravenna. Festtag ist der 31. März, im Bistum Speyer der 4. Mai, der Tag der Überführung der Reliquien nach Speyer.
Guido wurde von seinem Vater zur Heirat gedrängt. In Rom wurde er daraufhin Kleriker und reiste nach Ravenna, wo er dem Einsiedler Martinus folgte. Dieser schickte ihn nach drei Jahren in das Benediktinerkloster Pomposa, wo er nach dem Tod des alten Abtes selbst Abt wurde. Unter seiner Ägide erblühte das Kloster und wurde zu einem der bedeutendsten Norditaliens. Die Zahl der Mönche verdoppelte sich schnell.
Guido wollte sich gegen Ende seines Lebens in die Einsiedelei zurückziehen, Kaiser Heinrich III. rief ihn jedoch nach Piacenza. Guido wollte Pomposa nur ungern verlassen. Über Parma reiste er bis nach Borgo San Donnino, wo er am zweiten Tag nach seiner Ankunft am 31. März 1046 starb. Zunächst wurde sein Leib nach Parma gebracht, Kaiser Heinrich III. überführte ihn am 4. Mai 1047 nach Speyer, wo über seinem Grab ein nach ihm benanntes Chorherrenstift errichtet wurde. Ein Teil seiner Reliquien befinden sich heute im Speyerer Dom, im dortigen Kloster St. Magdalena und seit dem Jahr 2000 auch wieder in Pomposa selbst.